# دار المغارب (الحيمة الداخلية)

تعديل مصدري - تعديل

دار المغارب هي إحدى قرى عزلة بني يوسف بمديرية الحيمة الداخلية التابعة لمحافظة صنعاء، بلغ تعداد سكانها 48 نسمة حسب تعداد اليمن لعام 2004.